# Ponta de São Lourenço
La pointe Saint Laurent ou pointe de São Lourenço (en portugais : Ponta de São Lourenço) est un cap dans la freguesia de Caniçal, municipalité de Machico à Madère.

## Situation

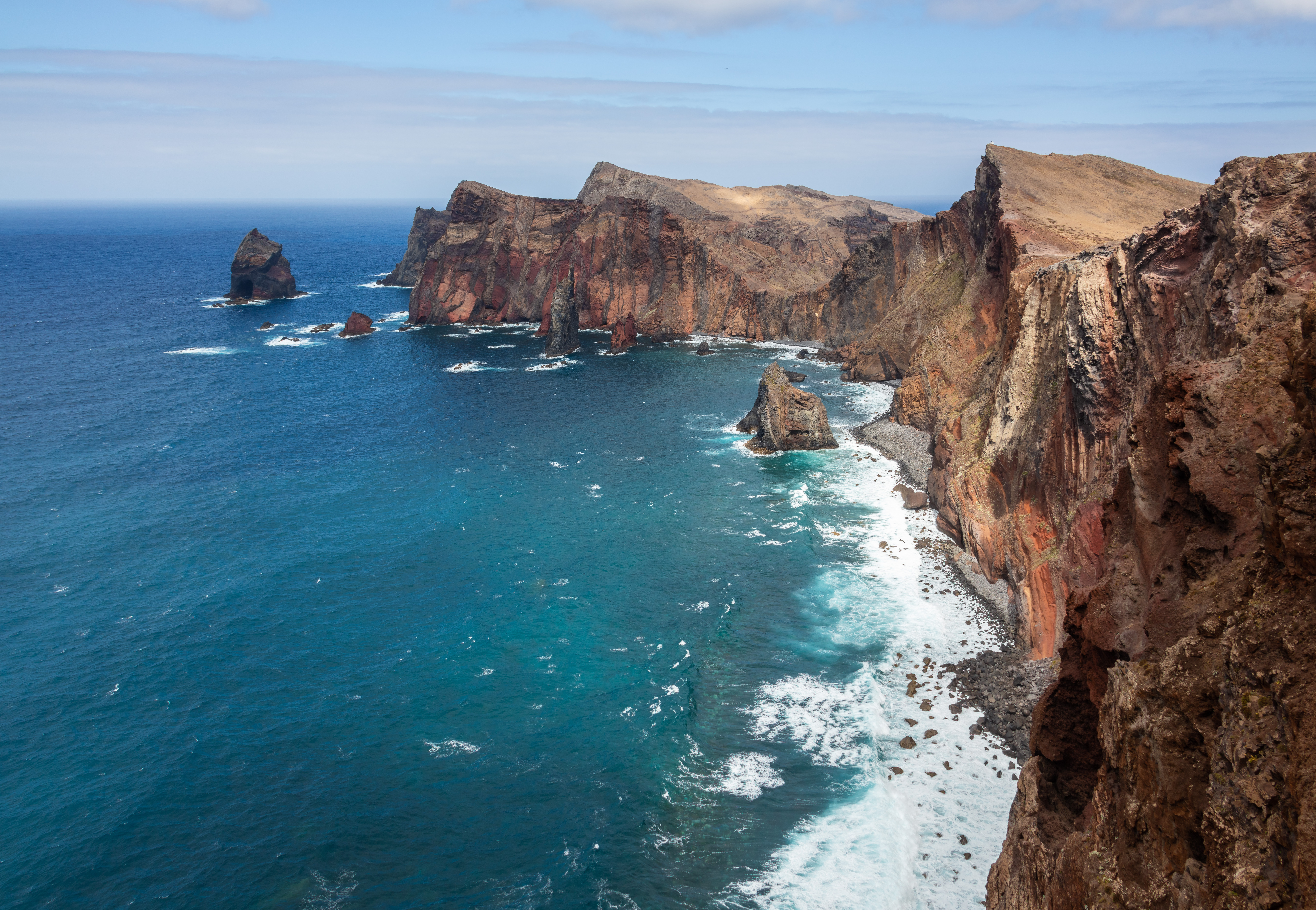
La Ponta de São Lourenço.

Ce cap est le point le plus à l'est de l'île de Madère. Le phare de Ponta de São Lourenço a été construit sur l'îlot de Farol, une petite île à l'est de la pointe.
Le site est une destination touristique très fréquentée.

## Éoliennes
Six éoliennes ont été installées en 2007 à l'entrée de la pointe de São Lourenço.

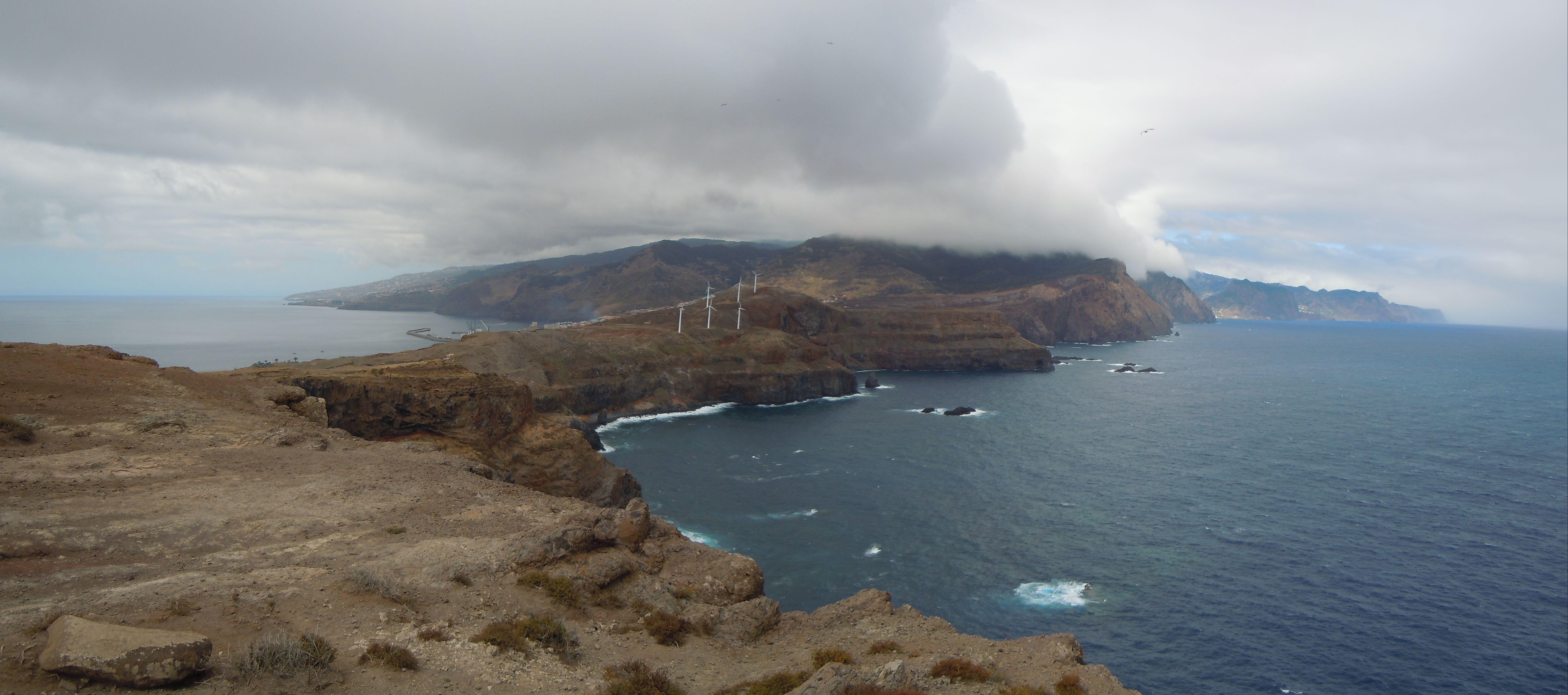
Vue du site des éoliennes.

## Protection du site
Le site est classé dans la réserve partielle de Ponta de São Lourenço gérée par le parc naturel de Madère depuis 1982.
Un chemin d'accès de randonnée a été aménagé ; il permet d'accéder au sommet du Pico do Furado qui domine la pointe en une heure de marche.

## Flore
La végétation est une végétation atlantique sèche et compte plusieurs espèces endémiques à Madère.

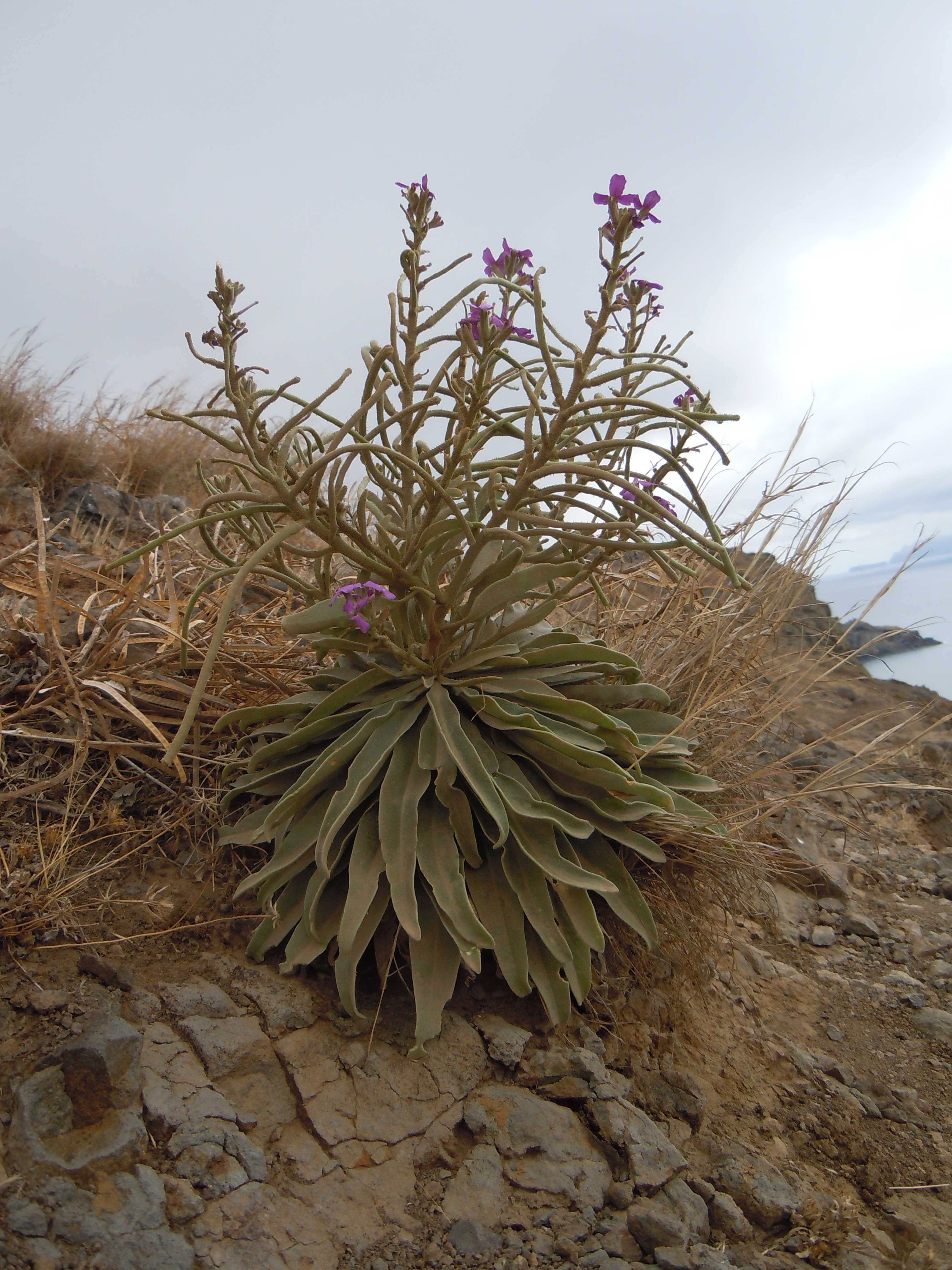
Matthiola maderensis.
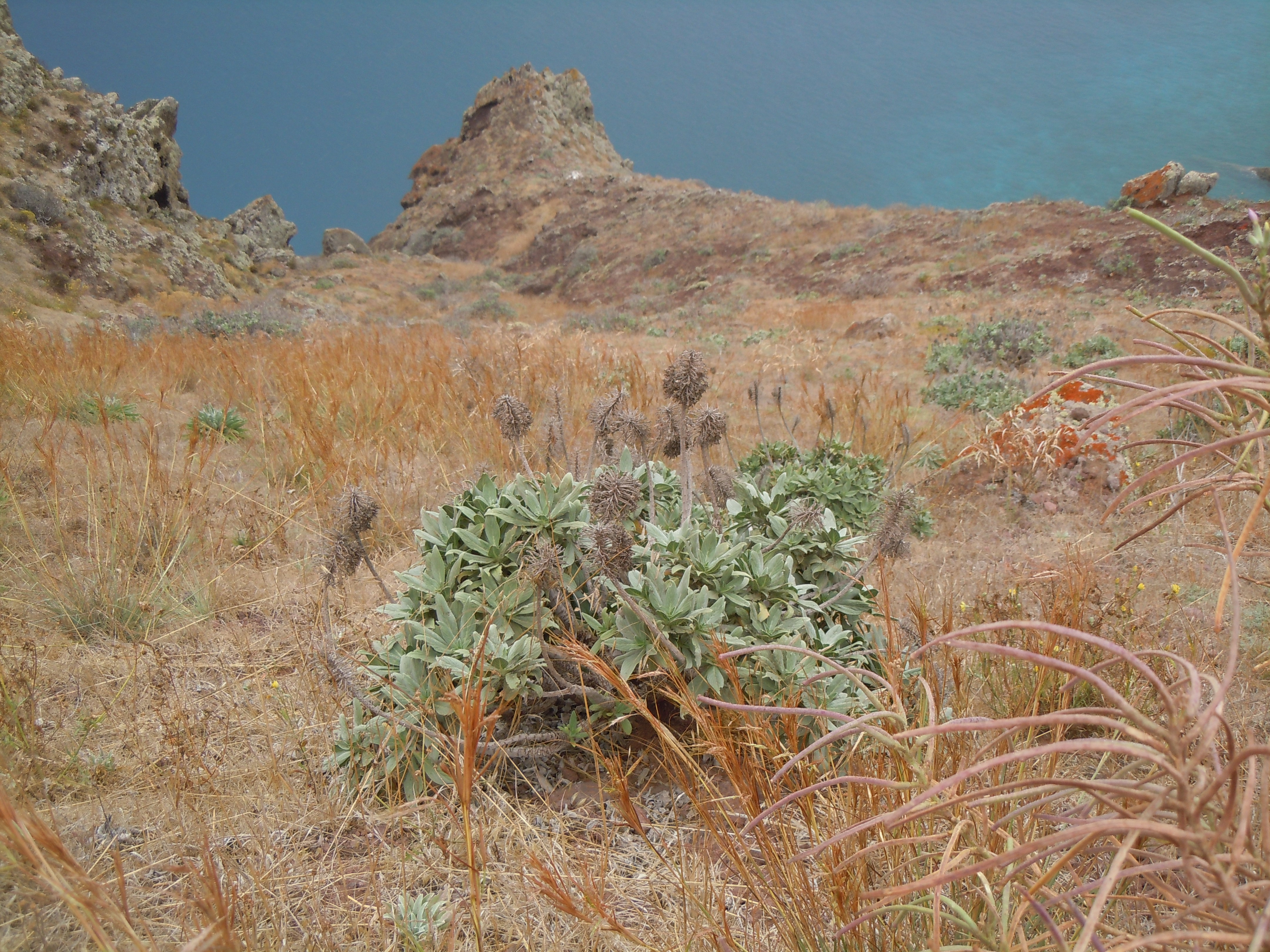
Echium nervosum.
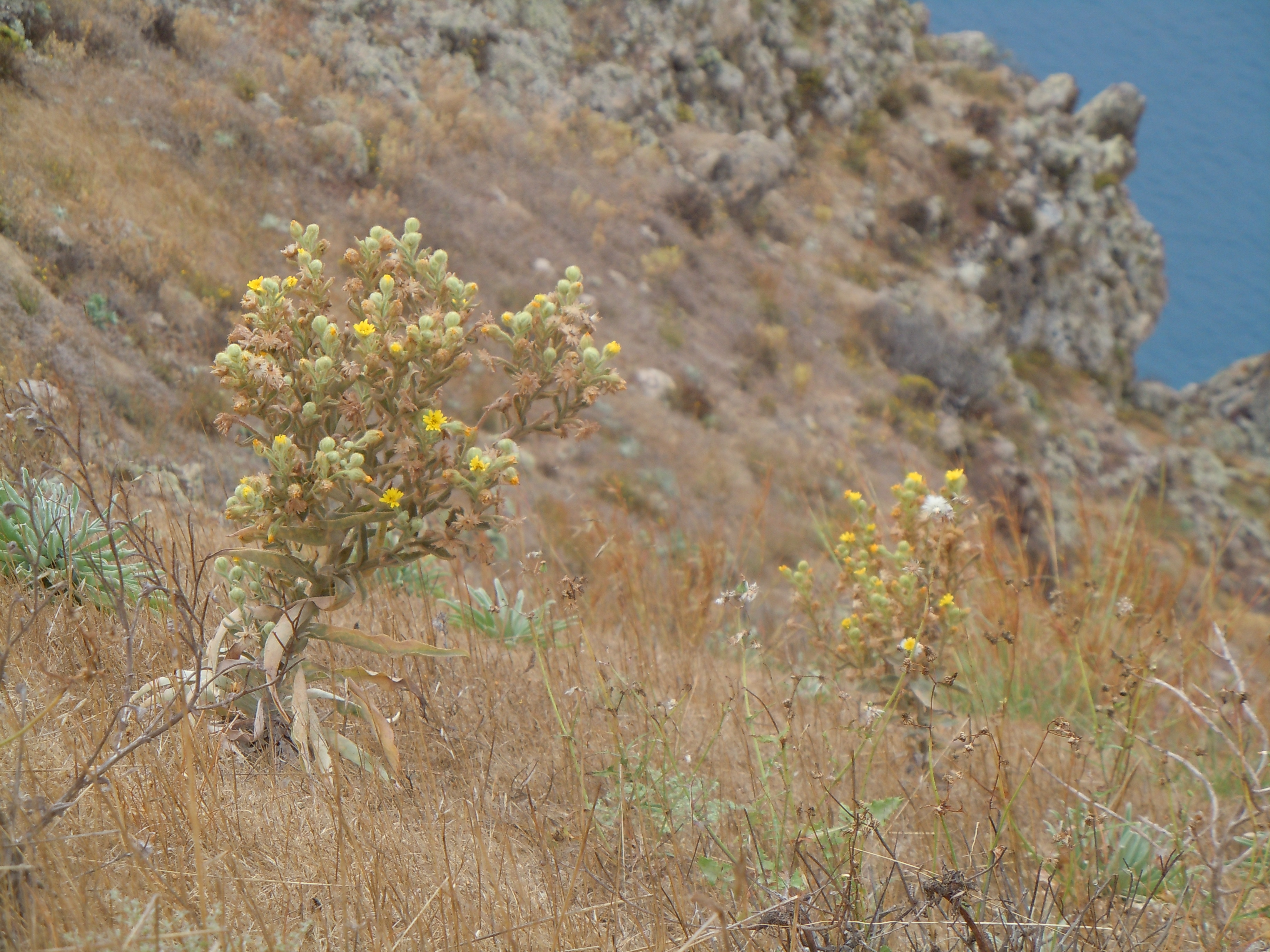
Andryala glandulosa.

## Géologie
La pointe de São Lourenço fait partie d'un complexe pyroclastique et de dykes basaltiques sujets à une forte érosion marine. L'ensemble date du pléistocène supérieur, il y a environ 100 000 ans.